# Фестиваль «Дягилев. Постскриптум»
Фестиваль «Дягилев. Постскриптум» — международный фестиваль искусств, проходящий в Санкт-Петербурге. Основан в 2009 году, проходит ежегодно. В программе — танцевальные спектакли, выставки, научные конференции. 

## История
В 2009 году, в честь столетия «Русских сезонов» Сергея Дягилева, Наталья Метелица, директор Санкт-Петербургского музея театрального и музыкального искусства, выступила с инициативой проведения в городе фестиваля, представляющего актуальное современное театральное искусство, продолжая традиции Дягилева. В рамках фестиваля в Санкт-Петербурге выступали, в числе прочих, труппы Марты Грэм и Джона Ноймайера, Пермская опера, балет Анжелена Прельжокажа.

## Премия «Удиви меня!»
В 2011 году фестиваль учредил награду «Удиви меня!», названную знаменитой фразой Сергея Дягилева, за подвижничество в искусстве. Среди лауреатов — Валерий Шадрин (2011), Джон Ноймайер (2012), Сергей Шуб (2013), Михаил Пиотровский (2014), Анжелен Прельжокаж (2015), Кшиштоф Пендерецкий и Борис Эйфман (2016), Теодор Курентзис (2017).